# Rosibel García Mena
Rosibel García Mena (Jamundí (Colombia), 13 de febrero de 1981) es una atleta colombiana; especializada en medio fondo (800 m y 1.500 m). Fue una de las mediofondistas más importantes de Sudamérica en la primera década del siglo XXI.
Es la poseedora el récord colombiano de las pruebas de 800 y 1.500 m. Ha conseguido ganar dos veces el Campeonato Sudamericano de Atletismo en la prueba de 800 m y tres veces en la de 1.500 m. A esto hay que sumarle sus victorias en los Juegos Bolivarianos y sus medallas de oro y plata en los Juegos Panamericanos de 2007. Representó a su país en los Juegos Olímpicos de verano de 2008 y en los mundiales de atletismo.
Su mejor marca y récord nacional de los 800 m fue conseguido en los Juegos Olímpicos de Pekín 2008, donde fue la primera colombiana en alcanzar una semifinales olímpicas en esta prueba.

## Carrera internacional
Nacida en Jamundí, Valle del Cauca, Colombia.
Desde junior, comenzó su carrera internacional con una medalla de bronce en la prueba de 800 m en el Campeonato Sudamericano Junior de Atletismo de 1999. Al año siguiente compitió en escenario mundial, alcanzando las semifinales de los 400 m en el Campeonato Mundial Junior de Atletismo.
Su primera medalla senior fue la plata en los 800 m conseguida en los Juegos Bolivarianos de 2001. Posteriormente llegarían otras medallas en el ámbito continental: un bronce en el Campeonato Sudamericano de Atletismo de 2003 en los 800 m y otro bronce al ayudar al equipo femenino de Colombia en la prueba de 4 × 400 m, junto a la veterana Mirtha Brock. García mizo su primera aparición en los Juegos Panamericanos en 2003, acabando en 13º en la final de la prueba de 800 m.
Consiguió nuevas metas para su país en 2005. Primeramente, en el Campeonato Sudamericano de Atletismo celebrado en Cali en junio, donde consiguió sendas medallas de oro en los [800 metros (atletismo)|800 m]] y en los 1.500 m, así como una plata en los Relevos 4 × 400 m. Al mes siguiente compitió en los Juegos Bolivarianos de 2.005(celebrados en el departamento colombiano de Armenia) y alcanzó un éxito mayor si cabe, consiguiendo las medallas de oro en las tres pruebas.
En los Campeonatos Iberoamericanos de Atletismo de 2006, García estableció una nueva marca nacional de 2:01.62 en los 800 m, ganando de paso la medalla de oro, ganando tambiéun una medalla de plata en la prueba de relevos 4 × 400 m. También participó en los Juegos Centroamericanos y del Caribe consiguiendo una medalla de plata en 800 m tras la campeona mundial de 2.005 Zulia Calatayud y estableciendo una nueva marca para los juegos en la prueba de 1.500 m al ganara la medalla de oro.
En 2007 tomó parte en tres eventos internacionales. El primero fue el Campeonato Sudamericano de Atletismo en São Paulo, donde defendía sus títulos. Estuvo liderando la prueba de los 800 m, pero en los últimos 50 metros de la carrera se cayó y no consiguió pisar el podio. Pero los problemas no llegaron en la prueba de 1.500 m, donde batió a la recientemente coronada campeonas de los 800 m Marian Burnett, consiguiendo la medalla de oro. Tras esas pruebas, García representó a Colombia por segunda vez en los Juegos Panamericanos. Ganó la plata en los 800 m(acabando detrás de Calatayud) y batió la marca nacional en los 1.500 m, acabando en 4:15.78, consiguiendo con ello la medalla de bronce tres días después. Tras esto, fue seleccionada para participar en su primer Campeonato Mundial de Atletismo, pero este no iba a ser su año en esta prueba.
La siguiente temporada tuvo mejores resultados en las principales competiciones. Una vez más dominó a nivel regional consiguiendo dos oros en el Campeonato Centroamericano y del Caribe de atletismo. Participó en sus primeros Juegos Olímpicos siendo seleccionada para representar a Colombia en los 800 m. Terminó segunda en su manga y se clasificó para las semifinales de la competición, siendo la primera colombiana en llegar tan lejos en la prueba. En las semifinales terminó quinta, estableciendo un nuevo récord nacional de 1:59.38, siendo la mejor participación de un sudamericano en esos Juegos Olímpicos.
En los Campeonatos Sudamericanos de Atletisomo de 2009 quedó nuevamente campeona en sus dos pruebas: los 800 m y los 1.500 m. Corrió también los 800 m en el Campeonato Mundial de Atletismo, pero como dos años antes, no consiguió pasar las eliminatorias, siendo batida en las clasificatorias por Kenia Sinclair.

## Mejores marcas personales
| Prueba  | Tiempo (min:sec) | Lugar                  | Fecha                |
| ------- | ---------------- | ---------------------- | -------------------- |
| 400 m   | 54.56            | Cali, Colombia         | 23 de julio de 2000  |
| 800 m   | 1:59.38          | Pekín, China           | 16 de agosto de 2008 |
| 1.500 m | 4:15.78          | Río de Janeiro, Brasil | 27 de julio de 2007  |

- = Récord Nacional
- Toda la información ha sido tomada del perfil de la atleta en la IAAF.[5]

## Palmarés internacional
| Año  | Competición                                          | Lugar                               | Posición | Prueba    | Notas      |
| ---- | ---------------------------------------------------- | ----------------------------------- | -------- | --------- | ---------- |
| 1999 | Campeonato Sudamericano Junior de Atletismo          | Concepción, Chile                   | 3º       | 800 m     |            |
| 2000 | Campeonato Mundial Junior de Atletismo               | Santiago, Chile                     | 8º       | 400 m     |            |
| 2001 | Juegos Bolivarianos de 2001                          | Ambato, Ecuador                     | 2º       | 800 m     |            |
| 2003 | Campeonato Sudamericano de Atletismo                 | Barquisimeto, Venezuela             | 3º       | 800 m     |            |
| 2003 | Campeonato Sudamericano de Atletismo                 | Barquisimeto, Venezuela             | 3º       | 4 × 400 m |            |
| 2003 | Juegos Panamericanos                                 | Santo Domingo, República Dominicana | 13º      | 800 m     |            |
| 2005 | Campeonato Sudamericano de Atletismo                 | Cali, Colombia                      | 1º       | 800 m     |            |
| 2005 | Campeonato Sudamericano de Atletismo                 | Cali, Colombia                      | 1º       | 1.500 m   |            |
| 2005 | Campeonato Sudamericano de Atletismo                 | Cali, Colombia                      | 2º       | 4 × 400 m |            |
| 2005 | Juegos Bolivarianos de 2.005                         | Armenia, Colombia                   | 1º       | 800 m     |            |
| 2005 | Juegos Bolivarianos de 2.005                         | Armenia, Colombia                   | 1º       | 1.500 m   |            |
| 2005 | Juegos Bolivarianos de 2.005                         | Armenia, Colombia                   | 1º       | 4 × 400 m |            |
| 2006 | Campeonato Iberoamericano de Atletismo de 2006       | Ponce, Puerto Rico                  | 1º       | 800 m     | 2:01.62    |
| 2006 | Campeonato Iberoamericano de Atletismo de 2006       | Ponce, Puerto Rico                  | 2º       | 4 × 400 m |            |
| 2006 | Juegos Centroamericanos y del Caribe                 | Cartagena, Colombia                 | 2º       | 800 m     |            |
| 2006 | Juegos Centroamericanos y del Caribe                 | Cartagena, Colombia                 | 1º       | 1.500 m   | 4:18.29 GR |
| 2007 | Campeonato Sudamericano de Atletismo                 | São Paulo, Brasil                   | ?        | 800 m     |            |
| 2007 | Campeonato Sudamericano de Atletismo                 | São Paulo, Brasil                   | 1º       | 1.500 m   |            |
| 2007 | Juegos Panamericanos                                 | Río de Janeiro, Brasil              | 2º       | 800 m     |            |
| 2007 | Juegos Panamericanos                                 | Río de Janeiro, Brasil              | 3º       | 1.500 m   | 4:15.78    |
| 2007 | Campeonato Mundial de Atletismo                      | Osaka, Japón                        | 5º       | 800 m     |            |
| 2008 | Campeonato Centroamericano y del Caribe de atletismo | Cali, Colombia                      | 1º       | 800 m     |            |
| 2008 | Campeonato Centroamericano y del Caribe de atletismo | Cali, Colombia                      | 1º       | 1.500 m   |            |
| 2008 | Juegos Olímpicos                                     | Pekín, China                        | 5º       | 800 m     | 1:59.38    |
| 2009 | Campeonato Sudamericano de Atletismo                 | Lima, Perú                          | 1º       | 800 m     |            |
| 2009 | Campeonato Sudamericano de Atletismo                 | Lima, Perú                          | 1º       | 1.500 m   |            |
| 2009 | Campeonato Mundial de Atletismo                      | Berlín, Alemania                    | 4º       | 800 m     |            |
| 2010 | Juegos Centroamericanos y del Caribe                 | Mayagüez, Puerto Rico               | 1º       | 800 m     |            |
| 2010 | Juegos Centroamericanos y del Caribe                 | Mayagüez, Puerto Rico               | 1º       | 1.500 m   |            |

- En la tabla no figuran otros campeonatos nacionales colombianos, habiendo ganado el título de los 800 m y de los 1.500 m en numerosas ocasiones, así como carreras de 400 m y 400 metros vallas em 2001.[24]